# Нео-Фруріо
Нео-Фруріо (грец. Νέο Φρούριο, італ. Neo Fryrio — «нова фортеця») — фортеця розташована в грецькому місті Керкірі (Корфу) на однойменному острові. Спорудження почалося в 1577 р. венеційцями. Фортецю надалі добудовували  французи й англійці. Нео-Фруріо розташована поруч з портом. Ця фортеця значно менша, ніж інша фортеця в Корфу, Палео-Фруріо, і має два рівні. Нижній рівень був призначений для захисту порту, верхній — для захисту міста. Укріплення фортеці  включали 700 одиниць артилерії, дальність яких забезпечувала враження цілей аж до узбережжя Албанії.

## Історія фортеці
Нео-Фруріо має кілька назв. Іноді її називають фортецею Св. Марка або Морською фортецею. Вона була побудована в період з 1577 до 1645 року на пагорбі Св. Марка на кошти венеційців, але внутрішні будівлі фортеці були завершені французами і англійцями.

### Передумови будівництва
Великий напад османських військ на острів в 1537 році, який пізніше отримав назву Перша облога Корфу, показав, що місто потребує нових укріплень. Стара фортеця (Палео-Фруріо), що дісталася венеційцям в спадок від Візантійської імперії, довела під час облоги свою неприступність, але виявилася занадто мала, щоб вмістити всіх охочих. У 1571 році, під час чергового нападу османів на Керкіру, знову багато жителів передмістя загинули або були захоплені в турецьке рабство. Крім того, щоб уникнути надлишку людей в фортеці, венеційці іноді навмисно не пускали за фортечні стіни так званих «некорисних» людей – старих і малолітніх дітей. Через ці події міська рада Корфу направила до Венеційської республіки своїх представників з проханням убезпечити городян і зміцнити міські райони, які лежать поза стінами Старої фортеці.

### Будівництво
У 1570-х роках венеційці розпочали будувати укріплення, які призначалися для захисту частини міста в районі старого порту. Для цього їм довелося зруйнувати кілька сотень будинків в передмісті Сан-Рокко, щоб звільнити місце і добути будівельний матеріал для нових укріплень і стін. Після завершення оборонних споруд у 1577 році почалося будівництво Нової фортеці, архітектором якої був Ферранте Вітеллі. Молодий військовий інженер й архітектор, який встиг проявити себе на службі герцога Савойського як суперінтендант кількох фортець північної Італії, спроєктував дворівневу бастіонну фортецю з розгалуженою мережею галерей, сходів і приміщень з арковими стелями.
Нео-Фруріо складається з двох великих однакових бастіонів. Простір фортеці поділено на три частини, а фаси бастіонів звернені як у бік острова, так і в бік міста. Два ряди стін (одна стіна з зубцями по краю, а інша у вигляді складних сферичних ніш), з'єднуються між собою складною системою проходів і коридорів. На стінах бастіонів є зображення левів з венеційськими написами. Безводний оборонний рів, що захищає фортецю зі східного боку, є результатом змішання оборонних архітектур XVII століття.
Фортечна стіна, яка охоплювала територію Нової фортеці, тривала далі по берегу і тягнулася до укріплень Старої фортеці. Коменданта Нової фортеці, який змінювався на своїй посаді кожні 2 роки, призначав венеційський сенат. Показово, що одним з пунктів присяги була заборона на спілкування між комендантами Старої і Нової фортеці, щоб виключити можливість взаємної змови проти Венеційської республіки. На території фортеці житлові будинки не будувалися, за винятком будинків для коменданта, вищих офіцерських чинів і деяких знатних родин. В середині XVII століття в Новій фортеці тривали роботи з удосконалення оборонних укріплень, в цей період фортеця отримала додатковий захист у вигляді глибокого і широкого сухого рову.

### Військове застосування
18 столітті Новій фортеці довелося взяти участь відразу в двох військових подіях, що мали велике значення для Корфу. 1716 року під час Другої облоги Корфу Нео-Фруріо кілька тижнів стримувала натиск османського війська. 18 серпня після численних атак туркам вдалося захопити контрескарп Нової фортеці, але на допомогу обложеним наспів фельдмаршал фон дер Шуленбург з основними силами Старої фортеці. Раптовий напад зі спини і з флангу викликав в рядах турків паніку і вони відступили до табору і своїх кораблів. На наступну добу найсильніший шторм розметав наметовий табір і зірвав з якорів частину османського флоту, а коли на горизонті з'явилася іспанська ескадра, яка поспішала на допомогу в Корфу, османському війську довелося спішно ретируватися, кинувши спорядження і озброєння.
У 1799 році біля стін Нової фортеці розігрався бій російсько-турецької ескадри під командуванням адмірала Ушакова проти французьких військ, які на той момент були господарями острова. У період правління на острові британців, які змінили французів після завершення Наполеонівських воєн, в Новій фортеці проводився ряд перебудов, але на загальному архітектурному вигляді фортеці це не позначилося. 1864 року, коли Корфу від Британського протекторату перейшов до складу об'єднаної Греції, за умовами переходу були зруйновано або пошкоджено багато військових об'єктів острова. Нова фортеця також в цей період позбулася укріплень з боку моря, з території прибрали артилерійські гармати і зруйнували плац-форми для розміщення гармат. Згодом у демілітаризованій фортеці помістили міську школу поліції.
На початку 20 століття році Нова фортеця опинилася в центрі протистояння між Великою Британією та  Албанією, яке увійшли в історію як Інцидент у протоці Корфу. 
Докладніше: Інцидент у протоці Корфу
Дипломатична та військова криза, що вибухнула між Грецією і Італією після вбивства італійського генерала Енріко Телліні, призвела до того, що 31 серпня 1923 року ескадра ВМС Італії обстріляла Нову і Стару фортеці Корфу. Хоча на той момент ніякої військової загрози фортеці не несли і були притулком для грецьких біженців від геноциду періоду грецько-турецької війни (1919-22). В кінці Другої світової війни фортеця також отримала руйнування в ході нальотів авіації Люфтваффе. У повоєнні роки Нова фортеця була відновлена, але довгі роки була закритим для туристів об'єктом, оскільки на її території розміщувалася база ВМФ Греції.

## Фортеця тепер
У будівлях  англійського походження містяться офісні приміщення морської станції. 
Аркові галереї, тунелі та проходи Нової фортеці в 1981 році використали як декорації у зніманнях фільму «Тільки для твоїх очей» - частини "бондіани". У наші дні на території фортеці нерідко проводяться музичні та театральні фестивалі, концерти та інші культурні заходи. З 2010 року велика частина фортеці відкрита для відвідування і тільки на верхньому рівні цегляні будівлі, побудовані в період британського правління, все ще залишаються власністю оборонного відомства.
Потрапити у фортецю можна через ворота з боку міста, неподалік від ринку. Над воротами красується старовинний барельєф із зображенням символу Венеційської республіки, крилатого лева Святого Марка. До слова, зображення цього лева можна зустріти і в інших місцях на стінах фортеці. Із західного боку фортеці, від овочевого ринку до нового порту, розташований сухий рів, облицьований каменем. Один з бастіонів Нової фортеці називається Бастіон Семи вітрів, на його вершині завжди дмуть свіжі вітри. Неподалік від підніжжя цього бастіону розташована будівля англійських казарм, у якому зараз розташовані художні виставки та експозиції музею кераміки.
Нова фортеця Корфу відкрита для відвідувань з 9 до 15:30. У високий туристичний сезон години роботи фортеці можуть бути продовжені до 19:00.